# Josep Antoni Berastain Díez
Josep Antoni Berastain Díez (Palma, 1955) és un advocat i polític mallorquí del PP balear.
Fou conseller de Funció Pública entre el 1992 i el 1997, un període què engloba part de dues legislatures (1991-1995 i 1995-1999) i en què hi hagué tres presidents del Govern Balear diferents. Fou conseller amb Gabriel Cañellas (setembre 1992 - agost 1995), Cristòfol Soler (agost 1995 - juny 1996) i Jaume Matas (juny 1996 - març 1997).
Des del 1982 fou secretari general d'Aliança Popular de les Illes Balears. Estigué imputat en el cas Túnel de Sóller, en el que es provaren les acusacions contra els acusats, però el cas fou arxivat per prescripció del delicte.